# Porcelia steinbachii
Porcelia steinbachii är en kirimojaväxtart som först beskrevs av Friedrich Ludwig Diels, och fick sitt nu gällande namn av Robert Elias Fries. Porcelia steinbachii ingår i släktet Porcelia och familjen kirimojaväxter. Inga underarter finns listade i Catalogue of Life.